# Wielka Jabłonka
Wielka Jabłonka (ukr. Вели́ка Я́блунька, Welika Jablunka) – wieś na Ukrainie, w obwodzie wołyńskim w rejonie maniewickim. Liczy 731 mieszkańców.